# Krasnoznamensk (Moskevská oblast)
Krasnoznamensk (rusky Краснознаменск, do roku 1994 Golicyno-2) je uzavřené město v Moskevské oblasti v Ruské federaci. Při sčítání lidu v roce 2010 měl přes šestatřicet tisíc obyvatel.

## Poloha a doprava
Krasnoznamensk leží přibližně čtyřicet kilometrů na jihozápad od Moskvy, na severozápadě sousedí s Golicynem, na jihovýchodě s Aprelevkou.
Severně od města prochází dálnice M1 z Moskvy do Smolenska a také souběžná železniční trať.

## Dějiny
Krasnoznamensk vznikl jako vojenská a pracovní základna v roce 1951. Původně byl označován Golicyno-2, na Krasnoznamensk byl přejmenován až v roce 1994. Městem je od roku 1981.